# 소하공주

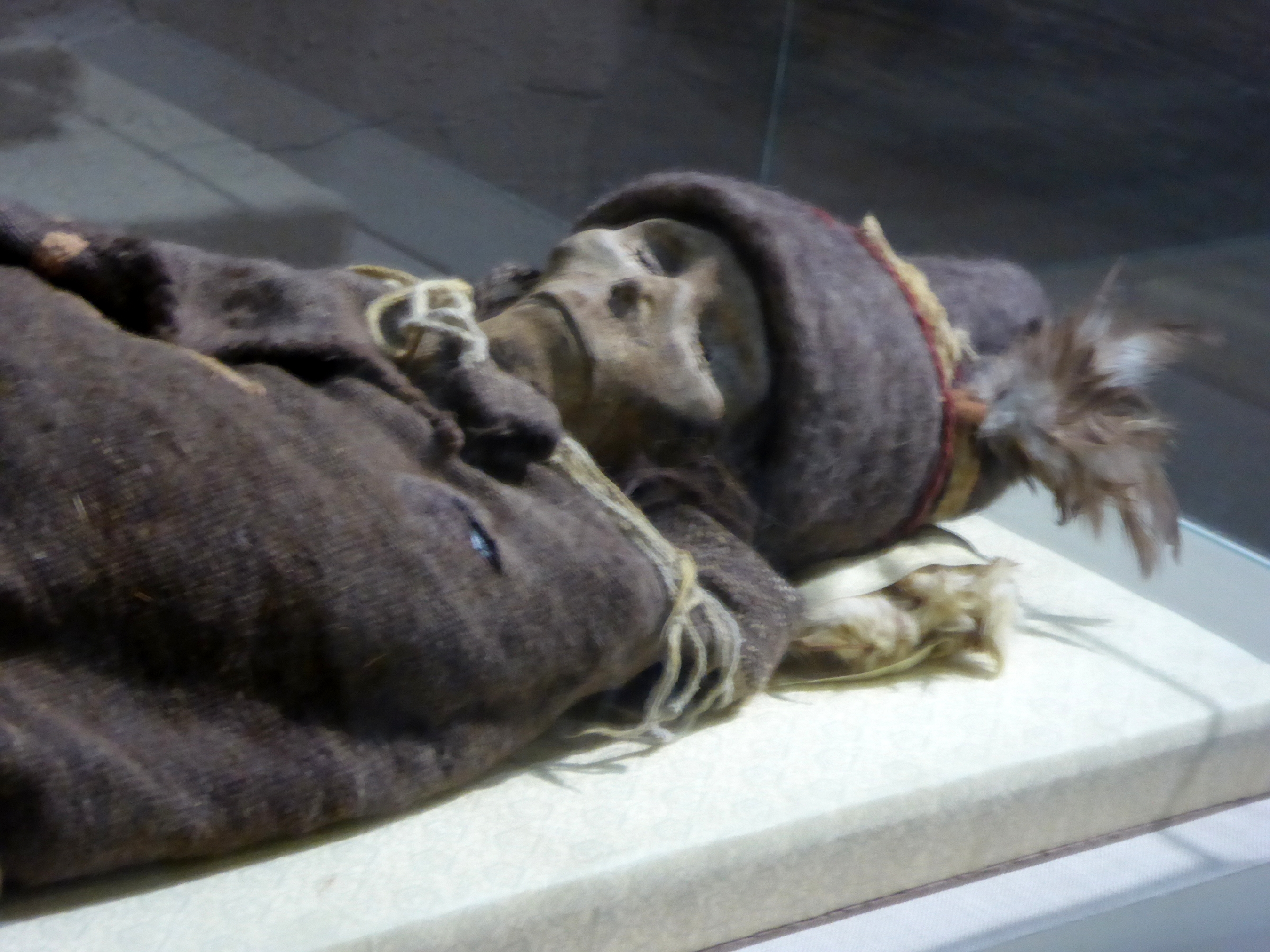

소하공주(小河公主, 영어: Princess of Xiaohe) 2003년 뤄창현 롭누르 고대도시 룰란에서 서쪽으로 102km 떨어진 샤오허 공동묘지 M11호분에서 신장고고학연구소 고고학팀에 의해 발굴되었다. 아래에 설명된 대로 1934년에 발견되었다. 그녀는 아마색 머리카락과 긴 속눈썹을 가지고 있으며 펠트 모자를 쓰고 모직 망토, 금 귀걸이, 모직 로프 목걸이, 하체에 레이스 업 스커트, 안감 가죽 부츠를 신고 있다. 맑은 밀과 기장을 담은 짚 바구니와 함께 마황의 가지를 옆에 둔다. 소하공주는 어떤 박물관에도 상설 전시되지 않는다. 2010년 그녀는 캘리포니아 산타아나에 있는 Bowers 박물관, 휴스턴 자연과학 박물관, 펜실베니아 대학교 고고학 및 인류학 박물관에서 전시되었다. 2019년 그녀는 북경대학교 Arthur M. Sackler Art and Archeology 박물관에 전시되었다.
이전에 호출됨 소하공주(小河公主, 영어: Princess of Xiaohe) 또는 소하미녀(小河美女, 영어: Beauty of Xiaohe)는 1934년 중국 신장 웨이우얼 자치구 타클라마칸 사막의 누란고성 북부 150m지점에 위치한 바인궈렁 몽골 자치주 뤄창 현 샤오허 강변 샤오허 묘지에서 발견된 청동기시대의 백인 여성 미이라이다. 사망 당시 연령은 20세~40세 사이였다.
탄소연대 측정 결과 여성 미이라는 기원전 1900년에서 기원전 1613년 무렵에 생존했던 것으로 추정된다. 머리털과 눈썹이 그대로 남아 있다. 또한 여성 골격의 이목구비가 뚜렸하였으며, 광대가 튀어나왔다. 치아, 속눈썹까지 그대로 보존되었으며, 코카서스 인종에 해당된다. 그녀의 출신과 생애, 죽음은 미스터리로 남아있다. 일부 학자들은 그에게 샤오허의 소피아 로렌(Sophia Loren)이라는 별명을 붙여주기도 했다. 다른 별명은 미소공주(微笑公主)이다.
깃털이 꽂힌 흰 털모자와 가죽으로 된 옷, 흰색 가죽 털신발을 신고 있었으며, 미이라의 상체 부위에서는 치즈가 함께 발견되었다. 첫 발견 당시 미이라는 배를 뒤집은 모양의 관에 누워있었다. 간혹 타클라마칸 사막의 다른 지역에서 발견된 누란미녀와 혼동되기도 한다.

## 개요
1934년 여름 스웨덴의 고고학자 폴크 베르그만(Folke Bergman)이 타클라마칸 사막을 끼고 있는 중국 타림 분지(塔里木)의 샤오허(小河)에서 처음 발견했다. 미이라는 신장의 바인궈렁 몽골 자치주 뤄창 현 라부파지구(罗布泊地区) 공작하(孔雀河) 남쪽 60km 지점, 누란 고성 유적지 서쪽 175km 지점의 소하 묘지에서 배를 뒤집은 모양의 관곽에 누워 있었으며, 관 뚜껑은 흙으로 만든 벽돌 몇 개로 덮여 있었다. 치아와 입술은 물론 머리카락과 눈썹까지 남아 있었다. 그녀는 배를 뒤집은 듯한 모양의 관에 누워 있었으며 헝겊에 쌓여 있었다. 그녀의 생애와 정체는 알려지지 않았다. 인종은 몽골로이드가 아닌 코카서스 인종으로 확인되었다. 1927년부터 소하묘지는 스웨덴인 고고학자들에 의해 발굴되었는데, 소하묘지 근처에서는 167구의 미이라가 추가로 발견되었다. 이후 오랫동안 잊혀졌다가 2000년 신장(新疆)고고학 연구소에 의해 위치가 재확인됐다.
함께 발견된 미이라들을 검시한 결과 2010년 3월 17일 뉴욕타임스(NYT)는 "중국 지린(吉林)대학 고고유전자 연구팀이 샤오허 미라들의 미토콘드리아 DNA를 분석한 결과 이들이 서양과 동양의 유전자를 모두 지닌 혼혈인이었던 것으로 밝혀졌다"고 보도했다. 미이라들은 부계로는 켈트와 스칸디나비아반도 계통이었고, 모계로는 mtDNA 분석 결과 북유럽계와 남부 시베리아의 아파나시에보 문화의 집단과 유사하였으며, 일부 모계를 통해 동아시아계통의 혼혈도 있었던 것으로 확인되었다. 소하공주가 발견된 지점은 누란고성 서쪽 100m에 있는 라부파(罗布泊) 지역의 샤오허 묘지(小河墓地)에서 발굴되었으며, 그처에는 강이 흐르고 있었다. 소하공주의 미라는 털모자를 썼고, 헝겊에 신체부분을 감싼 채로, 배를 뒤집은 듯한 모양의 관에 안치된 상태였다.

## 특징
피부는 흰 피부의 백인종이었으며, 머리카락은 붉은 머리카락이었다. 이목구비가 뚜렷하고 오똑한 콧날과, 아래턱 뒷부분이 약간 발달되었다.
그녀는 얼굴 피부는 말라서 수축됐지만 놀랍게도 긴 속눈썹을 붙이고 깃털 꽂은 모자를 쓰고 있었다. 피부는 흰 피부였으나 후에 보존 잘못으로 일부 검게 그을린 흔적이 있다. 머리카락은 붉은 머리카락으로, 켈트 또는 스칸디나비아반도에서 유래한 것으로 추정된다. 머리카락은 삼단 같은 머리채와 머리결이 그대로 보존되었다. 사망 당시 나이는 20~40세 정도의 여성이었으며, 코카서스인의 특징을 지녔다. 전반적으로 유럽계 인종의 특징을 지닌 코카소이드이며, 부계 선조들은 흑해에서 유래한 것으로 추정된다. 일부 모계를 통해 동아시아인 계통의 혈통이 일부 섞여 있었다. 양털로 된 모자와 옷을 입고 있었으며 옷 위에는 헝겊으로 덮여 있었으며, 발에는 가죽 신발을 신고 있었다. 시신의 모자에는 깃털이 꽂혀 있었는데, 여성이 사망할 당시는 가을이나 겨울이었을 것으로 추정된다. 그녀의 출신과 생애, 죽음은 미스터리로 남아있다. 사인은 난산으로 인한 산통이었을 것으로 추정된다. 기원전 1900년 경에서 기원전 1613년 경 혹은 기원전 1450년 경 사이에 살았던 것으로 추정된다.
미라가 3800년이란 장구한 세월을 뛰어 넘어 생전의 모습을 간직할 수 있었던 이유는 화학적으로 처리한 이집트의 미라와 달리 타클라마칸 사막의 건조한 기후가 자연적으로 사체에서 수분을 증발시켰기 때문이다. 배를 거꾸로 뒤집은 형태 비슷한 관곽에 뚜껑은 타일처럼 여러 겹 연결된 뚜껑으로 덮여 있었으며, 그 관뚜껑을 덮었을 것으로 추정되는 가죽은 폴 베르크만이 발견할 당시에는 이미 사라진 상태였다.

### 치즈 화석
소하공주로 알려진 이 여성의 미이라에서는 목 주변에 나무모양의 물질이 함께 발견되었는데, 이는 치즈로 확인되었다. 이는 사자가 사후세계에 도착하기 전까지 식량으로 삼으라는 뜻에서 함께 매장했던 것으로 추정된다. 미모의 이목구비로 주목받은 소하공주의 미라는 신장의 박물관에 기증되었으며, 이후 세계 각지로 순회전시를 하기도 했다.

## 기타
- 샤오허 묘지 동북쪽 200km 지점인 철판하 묘지에서 발견된 여성 미이라인 누란미녀와 혼동되기도 한다.

## 같이 보기
- 누란의 미녀
- 누란

## 참고 자료
- 기원전 1600년…세계에서 가장 오래된 치즈
- 3천800년 전 중국의 신비한 미라 연합뉴스 2010.03.26.
- 3천800년 전 중국의 신비한 미라 국제신문 2010.03.26.
- [포토뉴스] 3천800년 된 미라 국제신문 2010.08.20.
- 실크로드에서 만난 혜초, 그리고 사막의 도시와 사람들 경향신문 2011.01.25.